# Споменик природе Платан на Врачару
Споменик природе Платан на Врачару налази се у улици Макензијевој 73, у башти ресторана „Трандафиловић“. По лепоти и димензијама, једно је од најлепших и највећих на простору општине.

## Историја
При подизању кафане Милан Трандафиловић је око 1890. године изабрао локацију у близини Каленићеве пијаце на скверу где се рачвало пет путних праваца, а којом доминира стабло платана. У време процвата друштвеног живота у Београду кафана је избором локације и баштом у којој платан ствара дубоки хлад играла важну улогу као значајно састајалиште. Платан својим прелепим хабитусом и импозантним димензијама и данас оплемењује простор у коме доминира бетон и представља његов украс.

## Карактеристике
Платан је брзорастућа врста дрвета. Отпоран је на гасове и прашину и често се гаји у градовима, посебно у парковима и дрворедима. Дрво Платан на Врачару је старо око 150 година, високо око 25 метара а обим дебла је око 3,67 метара.
Jаворолисни платан (Platanus acerifolia Wild) представља врсту дрвећа која се лако прилагођавају различитим условима средине, те се гаји на разним просторима.

## Заштићено природно добро
Природно добро „Платан на Врачару ” проглашено је заштићеним као споменик природе решењем Скупштине града Београда од 29.03. 2002. године („Сл.лист града Београда бр. 5/2002). Укупна површина заштићеног природног добра износи 485 м². Заштићено природно добро категорисано је као заштићено природно добро локалног значаја III категорије, поверено на управљање Јавном комуналном предузећу „Зеленило – Београд”.